# إلهام القاسم
إلهام القاسم (ولدت في يوليو 1982 في دبي) هي امرأة إماراتية شرعت في رحلة تزلج ناجحة إلى القطب الشمالي. في 23 أبريل 2010، أصبحت أول امرأة عربية وأول مواطنة إماراتية تصل إلى القطب الشمالي.

## الشهادات العلمية
- حاصلة على درجة البكالوريوس في إدارة الأعمال والتسويق من الجامعة الأمريكية في دبي عام 2004
- ماجستير في إدارة المنظمات غير الحكومية من كلية لندن للاقتصاد [3]

## التدريب
قبل الشروع في المغامرة المثيرة للقطب الشمالي، حصلت إلهام على تمرين مكثف لبناء قوتها العقلية والبدنية وتنمية قدرتها على التحمل. تم وضع البرنامج التدريبي بواسطة لوماكس بهدف رئيسي هو تحسين قوتها وخفة حركتها وسرعتها بشكل عام.

## الحياة الشخصية
في ديسمبر 2011 تزوجت إلهام من رجل الأعمال الناجح جوشوا حنان، أسترالي الجنسية.

## روابط خارجية
- موقع إلهام